# 小韦尔
小韦尔（法語：Vert-le-Petit，法語發音：[vɛʁ lə pəti] ⓘ）是法国法兰西岛大区埃松省的一个市镇，与大韦尔相邻，属于埃夫里区。

## 地理
小韦尔（48°33'7"N, 2°22'1"E）面积6.83 平方千米，位于法国法蘭西島大區埃松省，该省份为法国北部内陆省份，北起上塞纳省和马恩河谷省，西接厄尔-卢瓦省和伊夫林省，南至卢瓦雷省，东临塞纳-马恩省。
与小韦尔接壤的市镇（或旧市镇、城区）包括：大韦尔、丰特奈勒维孔特、埃松河畔巴朗库尔、伊特维尔、圣弗兰、勒德维尔、埃沙尔孔。

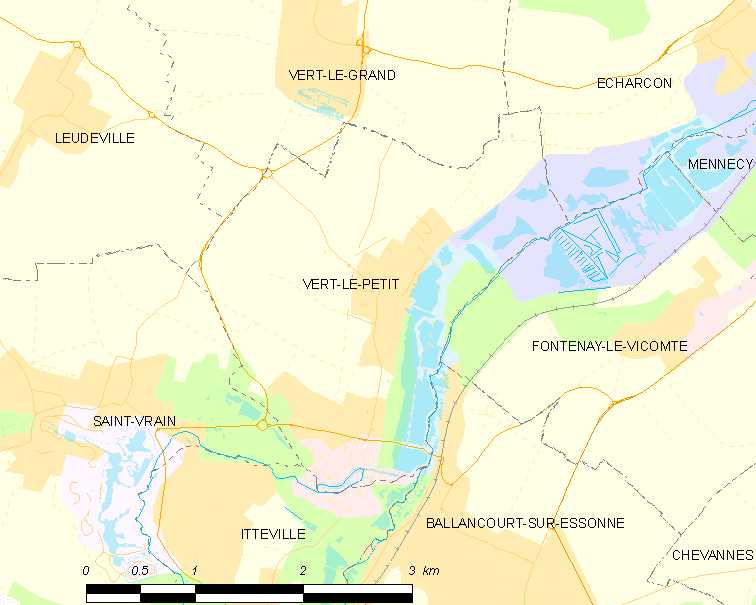
小韦尔的OSM定位图

小韦尔的时区为UTC+01:00、UTC+02:00（夏令时）。

## 行政
小韦尔的邮政编码为91710，INSEE市镇编码为91649。

## 政治
小韦尔所属的省级选区为里斯-奥朗日斯县。

## 人口

1962-2008年间小韦尔人口变化图示

小韦尔于2022年1月1日时的人口数量为2716人。